# Eduard Thurneysen
Pour les articles homonymes, voir Thurneysen.

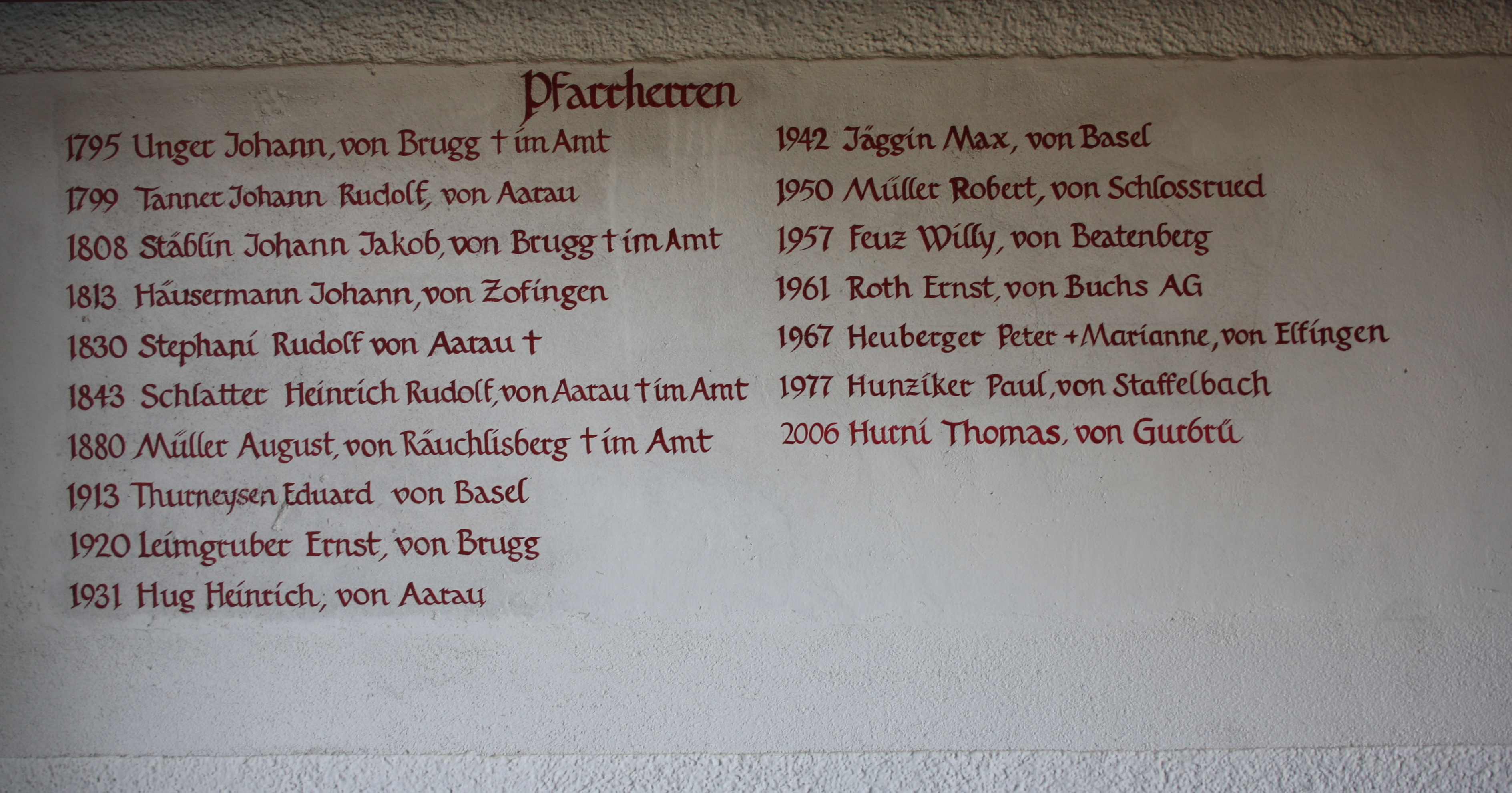
Liste des pasteurs de Leutwil avec le nom d'Eduard Thurneysen.

Eduard Thurneysen, né le 10 juillet 1888 à Walenstadt et mort le 21 août 1974 à Bâle, est un pasteur et théologien protestant suisse. Il est professeur à l'université de Bâle de 1941 à 1959. Il est un représentant de la théologie dialectique et un ami proche de Karl Barth.

## Biographie
Eduard Thurneysen naît le 10 juillet 1888 à Walenstadt, fils du pasteur Friedrich Eduard Thurneysen et de son épouse Emma Elisabeth Blüss.
Marqué par Blumhardt, Thurneysen commence en 1907 ses études de théologie protestante à l'université de Bâle (où il a Paul Wernle comme professeur), puis les poursuit à l'université de Marbourg et à l'université de Zurich (où il est l'élève de Hermann Kutter et de Leonhard Ragaz). Il est pendant ses études secrétaire de 1911 à 1913 du mouvement CEVI (Union des jeunes gens chrétiens) de Zurich. En plus, il est membre de la Zofingue. Après son examen final, il travaille de 1913 à 1920 comme pasteur de l'église réformée de Leutwil dans le canton d'Argovie, et il se lie d'amitié à Karl Barth qui habite non loin à Safenwil. De 1920 à 1927, Thurneysen est pasteur à Bruggen, faubourg de Saint-Gall. En 1927, il est nommé pasteur de la cathédrale de Bâle. Il obtient son doctorat en théologie à l'université de Bâle en 1927. Il devient privatdozent en 1929 et en 1941 professeur extraordinaire de théologie pratique à l'université de Bâle. Il publie avec Karl Barth les différents volumes de la série Theologische Existenz heute (1933-1941).
C'est surtout dans la pastorale et la direction des âmes que Thurneysen se fait un nom. Son approche pastorale peut être considérée comme une mise en œuvre cohérente de la théologie dialectique ; l'homme ne peut être libéré de son existence chargée de culpabilité que par l'encouragement de Dieu donné par le pasteur. Les efforts strictement humains ne peuvent que fondamentalement échouer. En conséquence, la psychologie dans la pastorale, et notamment dans la cure d'âme, doit se soumettre à la grâce de Dieu. L'approche psychologique ne peut pas libérer en elle-même, mais elle peut servir d'outil (Hilfswissenschaft, science auxiliaire). Le devoir du pasteur directeur d'âmes est de conduire ses dirigés vers un point où toute auto-justification et efforts tournés vers soi doivent en fin de compte se soumettre à la loi de la justice, celle où seul Dieu agit (Gerechtigkeit aus dem Evangelium, loi de la justice de l'Évangile). Cette approche théologique de Thurneysen a été rejetée dès l'origine par les cercles progressistes et continue de l'être.
En plus de son travail pastoral, Thurneysen s'est dédié à des cours sur le Nouveau Testament et à l'analyse de l'œuvre de Dostoïevski qui eurent un grand retentissement à son époque.
Sa fille Dorothée est l'épouse du pasteur français Georges Casalis (1917-1987).

## Publications
- Das Wort Gottes und die Kirche. München : Ch. Kaiser 1927; nouvelle édition par Ernst Wolf (Theologische Bücherei ; vol. 44), 1971
- Die Bergpredigt. (= Theologische Existenz heute. Heft 46.) Chr. Kaiser Verlag, München, 1936.
- Die Lehre von der Seelsorge, EA Zollikon-Zürich 1946, Zürich, 1994.  (ISBN 3-290-11364-7)
- Praktische Seelsorge, Gütersloh, 1978.
- Christliche Unterweisung, Zürich, 1947.
- Seelsorge im Vollzug, Zürich, 1968.
- In seinen Händen. Grabreden, Neukirchen-Vluyn : Neukirchener Verlag, 1978, 2e éd. 1980
- Die neue Zeit. Predigten 1913 - 1930, éd. par Wolfgang Gern, Neukirchen-Vluyn : Neukirchener Verlag, 1982